# Lydia Benz-Burger
Lydia Benz Burger, née le 26 septembre 1919 à Freienwil (originaire de Winterthour et de Zurich) et morte le 21 mai 2008 à Affoltern am Albis, est une femme politique, rédactrice et féministe suisse.

## Biographie
Lydia Benz Burger naît Lydia Burger le 26 septembre 1919 à Freienwil, dans le canton d'Argovie. Elle est originaire de Winterthour et de Zurich.
Fille du paysan, postier et secrétaire communal August Burger, elle se marie avec l'électricien et vendeur Henry Benz. Elle travaille d'abord comme téléphoniste, tout en fréquentant le gymnase du soir à Zurich. Elle y obtient sa maturité en 1945. Lydia Burger-Benz travaille ensuite comme rédactrice pour le Meyers Modeblatt. En parallèle, elle suit des études d'allemand, journalisme et histoire à l'Université de Zurich, où elle obtient un doctorat en 1953.
De 1956 à 1986, elle est directrice de la Société suisse du théâtre. À partir de 1957, elle est membre du comité de l'Association zurichoise pour le suffrage féminin et travaille comme rédactrice pour la Staatsbürgerin, revue de l'Association suisse pour le suffrage féminin. De 1960 à 1968, elle préside également la commission de presse de cette association. Elle est ensuite présidente de l'Association suisse des femmes universitaires de 1968 à 1971.
De 1970 à 1974, Benz-Burger représente l'Alliance des indépendants au Conseil communal (législatif) de la ville de Zurich. À ce titre, elle dépose divers postulats pour l'égalité des sexes dans la formation scolaire et professionnelle. En 1975, elle lance la première liste féminine pour les élections au Conseil national, réunissant seize candidates. La même année, elle lance également avec d'autres politiciennes zurichoises l'initiative « Égalité des droits entre hommes et femmes », dont elle préside le comité jusqu'en 1981.
Elle meurt le 21 mai 2008 à Affoltern am Albis, dans le canton de Zurich.